# Chondrostoma colchicum
Chondrostoma colchicum es una especie de peces de la familia de los Cyprinidae en el orden de los Cypriniformes.

## Morfología
Los machos pueden llegar alcanzar los 28 cm de longitud total.

## Hábitat
Es un pez de agua dulce.

## Distribución geográfica
Se encuentra en Rusia, Armenia, Azerbaiyán, Georgia y Turquía.